# Wenkerode
Wenkerode ist eine Wüstung bei Gorenzen im Landkreis Mansfeld-Südharz in Sachsen-Anhalt, Deutschland. 

## Geschichte
Die Rodungssiedlung des vermutlich 10. oder 11. Jahrhunderts lag in der Verlängerung des Böhlengrundes, ca. 500 m westlich der Kirche von Gorenzen und wurde von einem heute dort versiegten Biehlbach mit Wasser versorgt. 
Im Jahre 1420 wird eine Gemeinde zu Wenkerode in einer Urkunde zur Erbteilung der Grafschaft Mansfeld erwähnt, die dem Grafen Volrad und den Kindern der Grafen Albrecht, Günther und Hoyer zugeteilt wurde. Am 25. April 1477 wurde dann in einer erneuten Erbteilung ein Wenckerode urkundlich erwähnt, als es dem Grafen Günther VII. von Mansfeld zugeteilt wurde. Am 22. April 1477 wurde der Ort als Weinkerode sowie als Weinckerode urkundlich von Erzbischof Ernst von Halberstadt als Zubehör des Schlosses zu Mansfeld benannt.
Im Jahre 1609 wurde der Ort erneut als Wenneckenrode zu Mansfeld gehörig beschrieben. Im Jahre 1819 wurde zuletzt eine Wennigröder wüste Mark in einem Verzeichnis der preußischen Bezirksregierung zu Merseburg benannt.
Der Autor Neuß beschrieb im Jahre 1971, dass der Ort vermutlich vor dem Jahre 1420 wüst fiel. Die Einwohner sollen in das wenige 100 m östlich gelegene Gorenzen umgesiedelt sein. Dort sollen sie eine neue Siedlung südwestlich des Dorfkerns an der Straße zum Karlsstrauch erbaut haben, die heute Teil der Ortslage Gorenzens ist.